# دارلين كونلي
دارلين كونلي (بالإنجليزية: Darlene Conley)‏ (و. 1934 – 2007 م) هي ممثلة تلفزيونية، وممثلة أفلام أمريكية، ولدت في شيكاغو، توفيت في لوس أنجلوس، عن عمر يناهز 73 عاماً، بسبب سرطان، وسرطان المعدة.

## وصلات خارجية
- دارلين كونلي على موقع IMDb (الإنجليزية)
- دارلين كونلي على موقع ألو سيني (الفرنسية)
- دارلين كونلي على موقع أول موفي (الإنجليزية)
- دارلين كونلي على موقع قاعدة بيانات برودواي على الإنترنت (الإنجليزية)
- دارلين كونلي على موقع قاعدة بيانات الأفلام السويدية (السويدية)
- دارلين كونلي على موقع إن إن دي بي (الإنجليزية)
- دارلين كونلي على موقع ديسكوغز (الإنجليزية)
- دارلين كونلي على موقع قاعدة بيانات الفيلم (الإنجليزية)
- دارلين كونلي على موقع كينوبويسك (الروسية)